# Boeing VC-25
Boeing VC-25 je vojenská verze amerického širokotrupého dopravního letounu Boeing 747 rozsáhle upravená pro přepravu prezidentů Spojených států amerických. VC-25 provozuje letectvo Spojených států amerických s volacím znakem Air Force One. Vyrobeny byly dva letouny verze VC-25A. Jejich provoz začal roku 1990. Plánována je jejich náhrada dvěma kusy vylepšené verze VC-25B. Program však provází výrazná zdržení a růst nákladů. Pravděpodobné je jejich dodání až po roce 2029.

## Historie

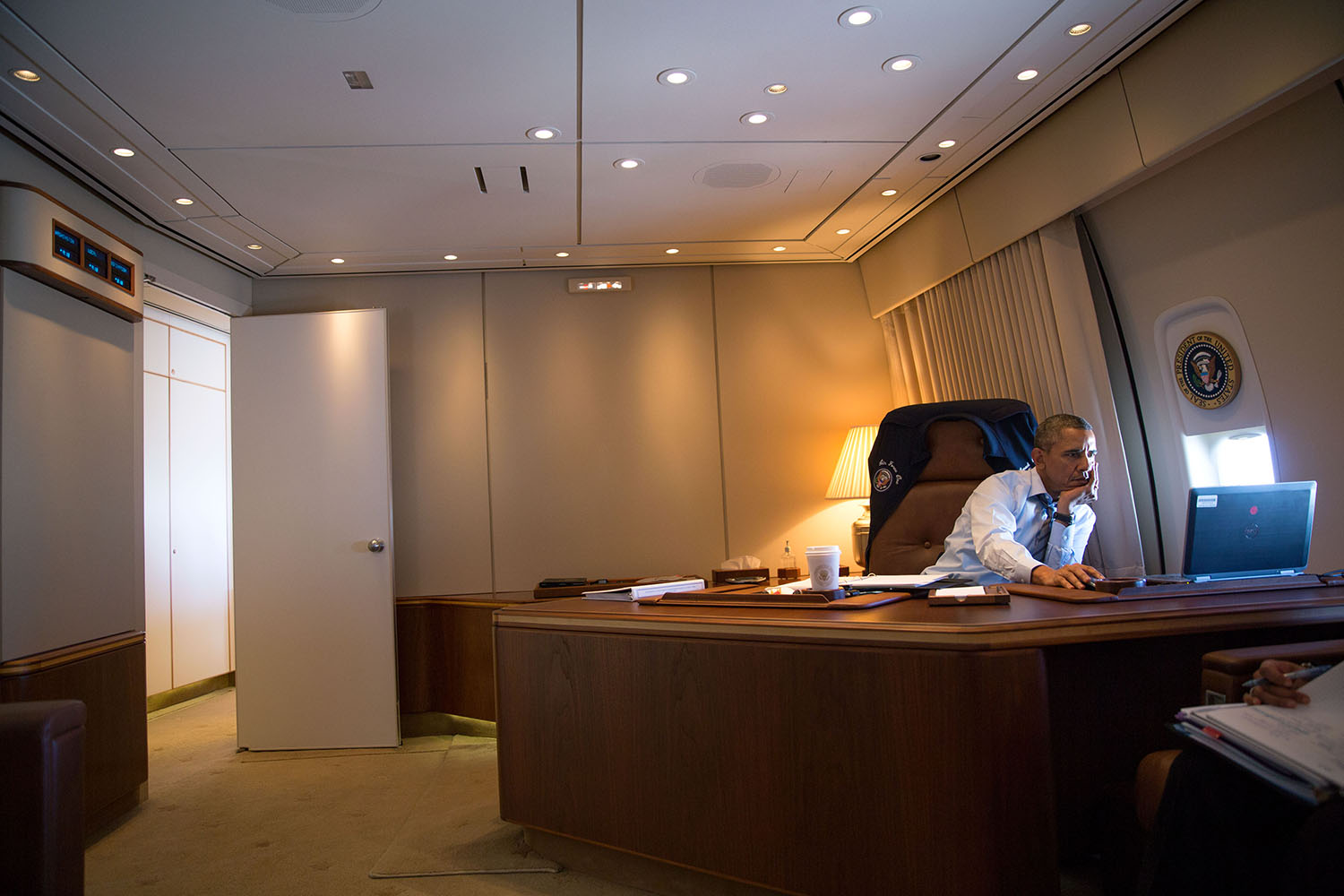
Prezident Barack Obama při práci na palubě VC-25A v roce 2014

Prezidentské speciály VC-25 jsou mimořádné letouny sloužící nejen k přepravě prezidenta, ale mající umožnit zachování „kontinuity vlády“ v krizových situacích, včetně jaderného konfliktu. Proto musí být odolné proti účinkům elektromagnetického pulzu (EMP), jsou vybaveny mimořádně propracovanými komunikačními systémy a obrannými systémy proti přenosným protiletadlovým řízeným střelám a dalším hrozbám.
Prezidentský letoun VC-25A byl vyvinut na základě Boeingu 747-200B. Použity byly letouny zakoupené roku 1987. První letoun VC-25A vstoupil do služby roku 1990. Celkem byly dodány dva. Provoz obou letounů VC-25A postupně začal komplikovat jejich rostoucí věk a s tím související provozní náklady a komplikace při údržbě (roku 2022 stála letová hodina VC-25A průměrně 177 000 dolarů). Nejméně od roku 2009 proto letectvo hledalo náhradu.
V prvním období prezidenta Trumpa proto byly zahájeny práce na nové variantě VC-25B. Se společností Boeing byl sjednán kontrakt s pevnou cenou. Základem pro VC-25B je Boeing 747-8i, tedy vrcholná verze tohoto letounu, kterou roku 2022 skončila jeho výroba. Znamená to však, že VC-25B nemůže být přestavěn z novovýroby, ale musí být využit již dříve vyrobený exemplář. Pro přestavbu byly vybrány dva letouny objednané roku 2013 ruskou společností Transaero. Hotové letouny nebyly dodány kvůli bankrotu aerolinek v roce 2015, takže pro ně výrobce hledal kupce.

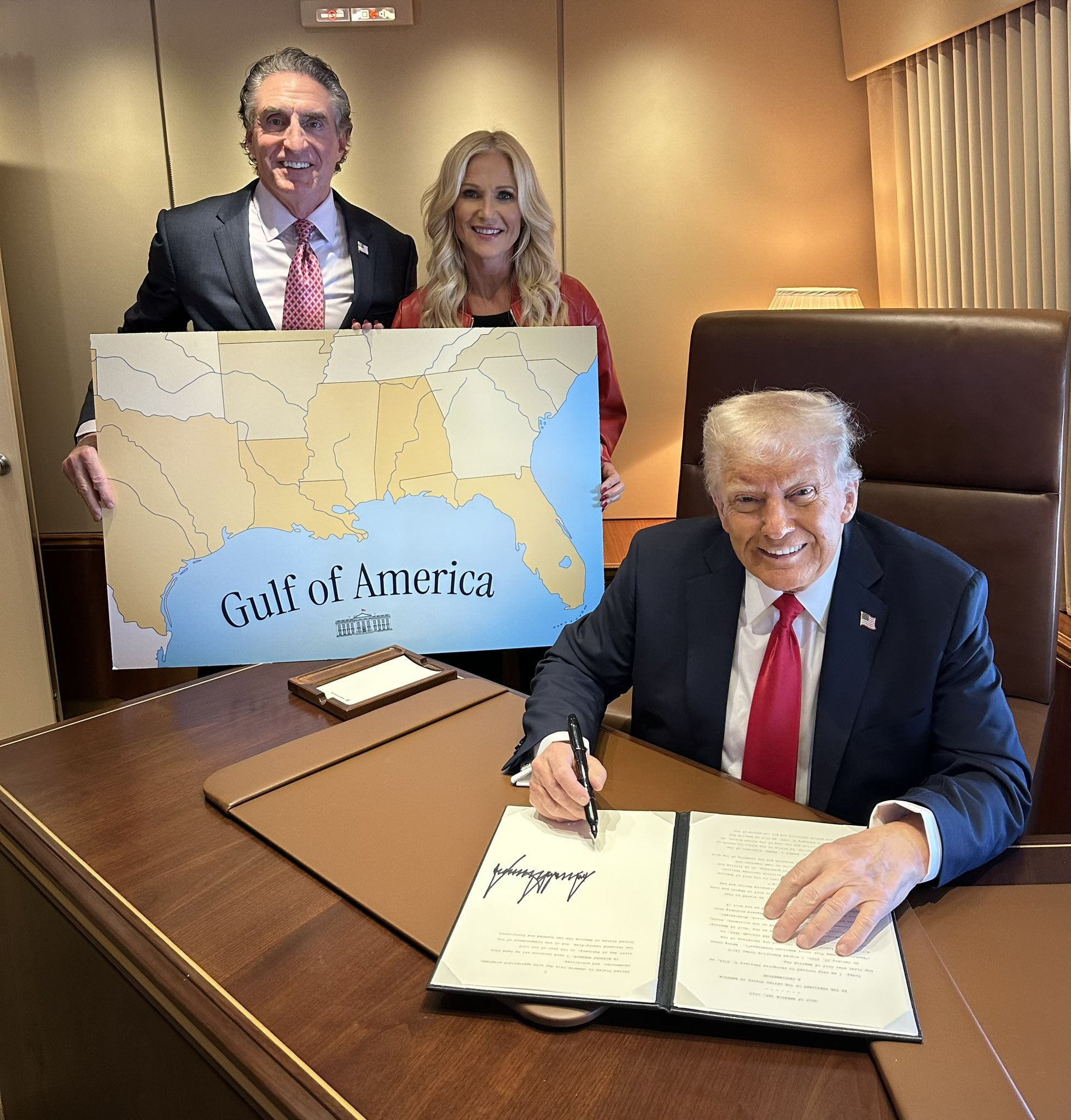
Prezident Donald Trump na palubě VC-25A přejmenovává Mexický záliv v roce 2025

V létě 2024 byl plánovaný první let VC-25B posunut na březen 2026. V únoru 2025 přitom vyšlo najevo, že VC-25B budou dodány nejdříve v roce 2029, ale možná ještě o několik let později. Vysvětleno to bylo problémy v dodavatelském řetězci a měnícími se požadavky. Problémy dělá rovněž navržení kabeláže, mající délku 322 km. Odhadovaná cena obou letounů VC-25B narostla na 4,7 miliardy dolarů, což z nich dělá nejdražší vyrobená letadla v historii. Vzhledem k pevné ceně na nich Boeing utrpěl ztrátu více než dvě miliardy dolarů. Snaha o urychlení programu vedla ke konzultacím s Elonem Muskem. Prohlídka jiného luxusního Boeingu 747-8i (P4-HBJ, první let 2012, původně patřícího katarské panovnické rodině) prezidentem Trumpem vedla ke spekulacím o jeho zvažované koupi jako dočasném řešení. Ale i tento letoun by vyžadoval rozsáhlou přestavbu a náročnou certifikaci, takže by byl k dispozici až za několik let.
K roku 2025 bylo dle letectva a společnosti Boeing možné dodání prvního exempláře VC-25B v roce 2027 a druhého o rok později. Vyžadovalo by to však změnu některých požadavků a snížení bezpečnostích opatření (všechni pracovníci musí mít bezpečnostní prověrky).
V roce 2025 Katar věnoval USA zmíněný luxusně upravený Boeing 747-8i (P4-HBJ). Úprava letounu pro případné využití v roli Air Force One si vyžádá značné úpravy a náklady.

## Varianty
- VC-25A – Platforma Boeing 747-200B. Dva exempláře (sériová čísla 82-8000 a 92-9000).
- VC-25B – Platforma Boeing 747-8i.

## Specifikace (VC-25A)
Údaje dle

### Technické údaje
- Posádka: 26
- Kapacita:  76 cestujících
- Rozpětí: 195 ft 8 in (59,64 m)
- Délka: 231 ft 5 in (70,54 m)
- Výška:
- Nosná plocha: 5 500 sq ft (510 m2)
- Plošné zatížení:
- Prázdná hmotnost: 383 500 lb (174 000 kg)
- Max. vzletová hmotnost: 833 000 lb (378 000 kg)
- Pohonná jednotka: 4 × dvouproudový motor General Electric CF6-80C2B1
- Tah pohonné jednotky: 4 × 56 700 lbf (252 kN)

### Výkony
- Cestovní rychlost: 558 mph (898 km/h)
- Maximální rychlost: 630 mph (1 010 km/h)
- Dolet: 7 800 mi (12 600 km)
- Praktický dostup: 45 100 ft (13 700 m)
- Stoupavost: